# Leptispa intermedia
Leptispa intermedia es una especie de insecto coleóptero de la familia Chrysomelidae.
Fue descrita científicamente en 1949 por Uhmann.